# ロッカラーゾ
ロッカラーゾ（イタリア語: Roccaraso）は、イタリア共和国アブルッツォ州ラクイラ県にある、人口約1,700人の基礎自治体（コムーネ）。

## 地理

### 位置・広がり

#### 隣接コムーネ
隣接するコムーネは以下の通り。括弧内のISはイゼルニア県（モリーゼ州）所属を示す。
- アテレータ
- バッレーア
- カステル・ディ・サングロ
- ペスココスタンツォ
- リヴィゾンドリ
- サン・ピエトロ・アヴェッラーナ (IS)
- スコントローネ

## 行政

### 分離集落
ロッカラーゾには、以下の分離集落（フラツィオーネ）がある。
- Aremogna, Pietransieri, Soggiorno Montano Enel